# Président de la République gabonaise
Le président de la République gabonaise est le chef de l'État et du gouvernement du Gabon, exerçant les plus hautes fonctions du pouvoir exécutif.
La Constitution de 2024 supprime le poste de Premier ministre et attribue la direction du gouvernement au président, établissant ainsi un régime présidentiel. 
L'actuel titulaire de la fonction est Brice Oligui Nguema depuis son coup d'État le 4 septembre 2023, suivie de son élection sept mois plus tard.

## Système électoral
Le président de la République gabonaise est élu au scrutin majoritaire uninominal à deux tours pour un mandat de sept ans, renouvelable une seule fois. Avant 2024, il était élu au scrutin uninominal majoritaire à un tour, pour un nombre de mandat non limité.
La Constitution de 2024 prévoit que sont éligibles les personnes d'âgées de 35 à 70 ans qui ont au moins un parent né gabonais, qui sont détentrices exclusives de la nationalité gabonaise, qui ont résidé au Gabon pendant au moins trois ans sans discontinuité avant l’élection, qui parlent au moins une langue nationale, qui jouissent d'« un état complet de bien-être physique et mental dûment constaté par un collège médical » désigné par les bureaux des deux chambres du Parlement et qui jouissent de leurs droits civils et politiques,.

## Vacance
Jusqu'en 2021, le président du Sénat était chargé de l'intérim en cas de vacance de la présidence de la République. Ensuite, un triumvirat composé du président de l'Assemblée nationale, celui du Sénat, et le ministre de la Défense, devait assurer l'intérim.
La Constitution de 2024 prévoit dorénavant que l'intérim soit exercé par le vice-président de la République.

## Liste

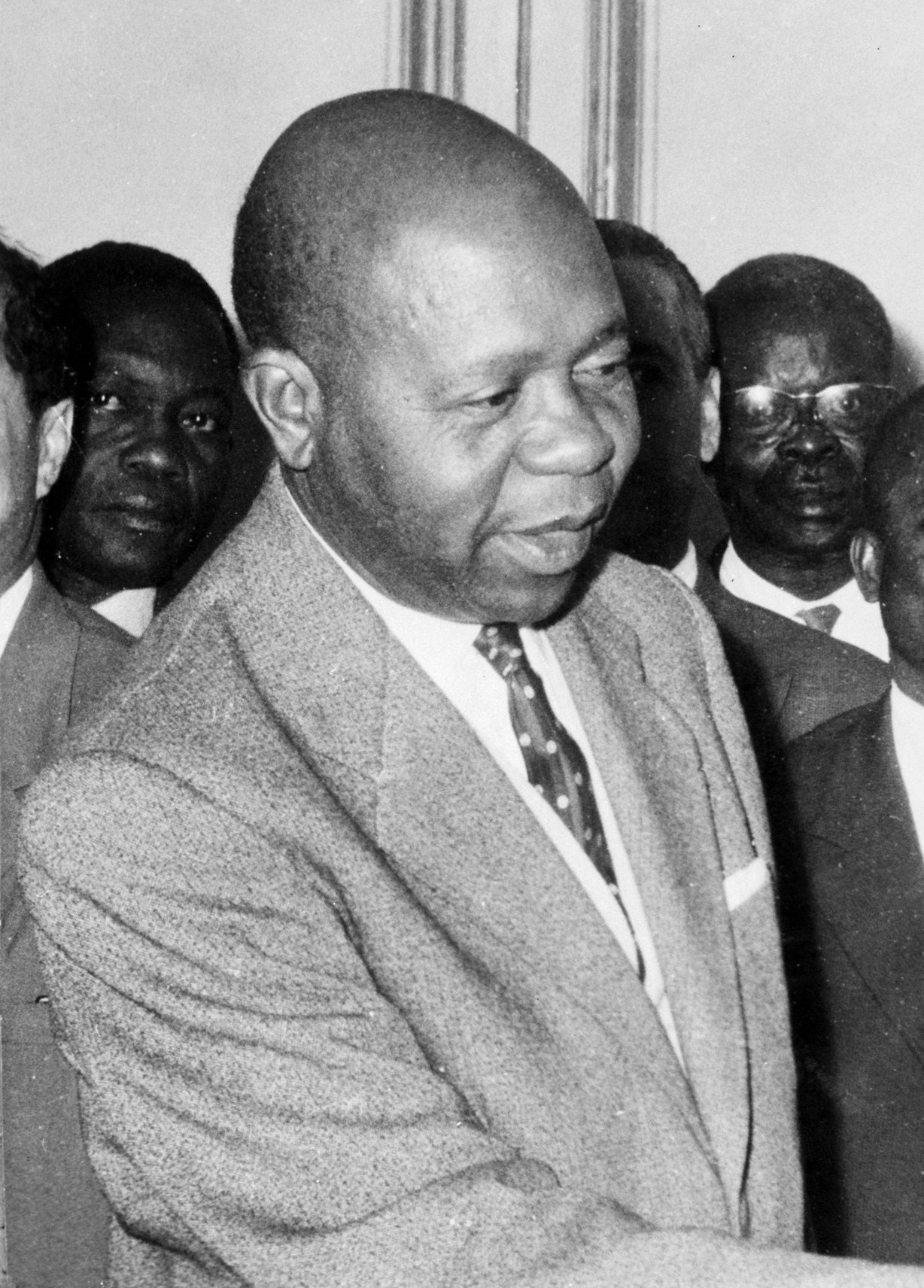
Léon Mba 1961-1967
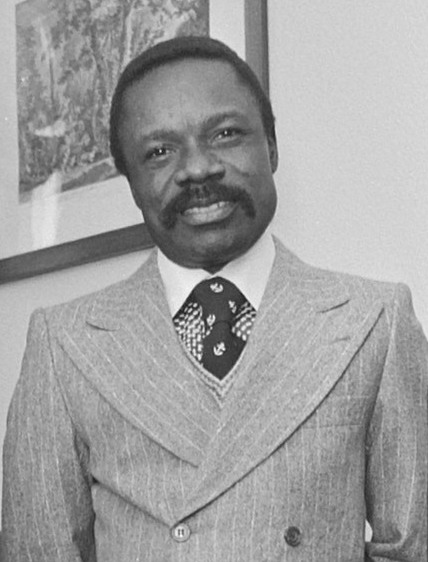
Omar Bongo 1967-2009
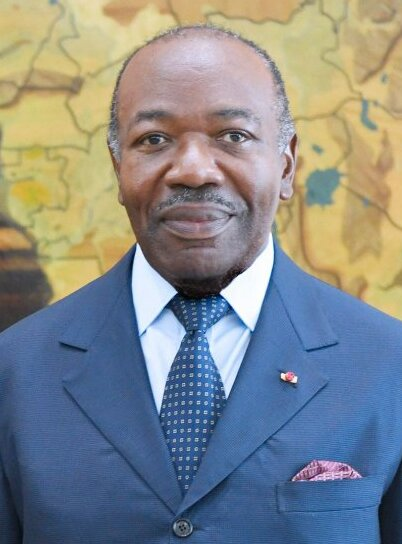
Ali Bongo 2009-2023
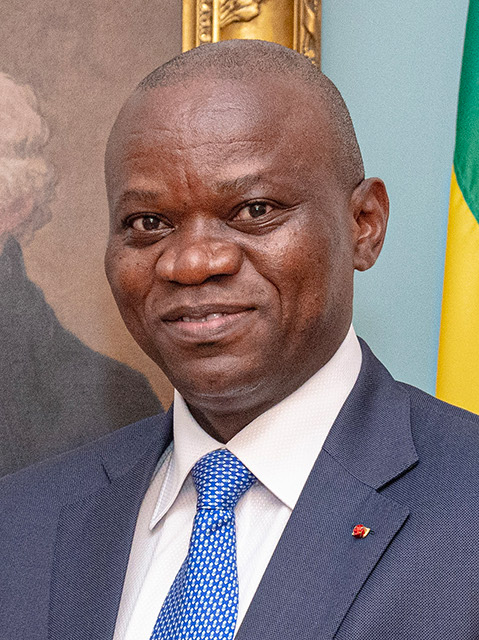
Brice Clotaire Oligui Nguema 2023-

## Drapeau

Version en vigueur entre 1960 et 1990.
Version en vigueur entre 1990 et 2016.
Version en vigueur depuis 2016.